# Stenalcidia illaevigata
Stenalcidia illaevigata är en fjärilsart som beskrevs av J. Peter Maassen 1890. Stenalcidia illaevigata ingår i släktet Stenalcidia och familjen mätare. Inga underarter finns listade i Catalogue of Life.